# Konginkangas
Konginkangas (anciennement nommé Kömi) est une ancienne commune de Finlande-Centrale. 
Elle est créée en 1895 en la séparant la commune de Viitasaari . 
Le  1er janvier 1993, il devient un quartier de la ville d'Äänekoski .